# عبد العظيم قريب
عبد العظيم قريب (أغسطس 1879 - 23 مارس 1965) لغوي وأكاديمي إيراني وأستاذ الأدب في جامعة طهران من تأسيسها حتى نهاية حياته. يعتبر من رواد التعليم الجامعي للغة الفارسية في بدايات القرن العشرين كما عرف عن سعة اطلاعه في العربية ومهارته فيها. هو الذي أطلق مصطلح دستور كمرادف لكلمة "Grammar" في عنوان كتابه دستور زبان فارسى (بالعربية:قواعد اللغة الفارسية) الذي أصدره في 1911.

## سيرته
ولد عبد العظيم بن علي أكبر غرکاني في رمضان 1296 هـ/ أغسطس 1879 في غركان وتعلم بها ثم هاجر إلى طهران لإكمال دروسه في العربية، الأدب وفقه ورياضيات كما تعلم اللغة الفرنسية وبرز في اللغة. وفي عام 1900، تصدّر للتدريس في مدرسة علمية بطهران. فبدأ الكتابة عن قواعد اللغة الفارسية وآدابها. كان معلما لمحمد رضا بهلوي لمدة خمس سنوات، 1927 -1932 .

عندما تأسست جامعة طهران في 1934، عين أستاذا للغة الفارسية في كلية الأدب وظل يدرس حتى نهاية حياته. وانتخب عضواً في أكاديمية العلوم الإيرانية فيما بعد. قام بتأسيس مكتبة تضم أربعة آلاف كتاب. في عام 1947، منحت جامعة طهران له جائزة خاصة تقديرًا للخدمات العلمية والاجتماعية كما حرصت جامعة على تسمية واحدة من قاعاته باسمه.

توفي عبد العظيم قريب في يوم 23 مارس 1965 بطهران ودفن في مقبرة الشاه عبد العظيم الحسني.

## مؤلفاته
- فرائد الأدب: منتخاب من نظم ونثر، في 6 مجلدات.
- قواعد اللغة الفارسية: في 4 مجلدات.
- قواعد النحو والصرف الفارسية:
- بداية الأدب: 1906
- قرائت فارسی: في مجلدين.
- بدیع: 1923
- تحقيق كليلة ودمنة: 1929
- تحقيق كلستان سعدي: 1931
- تحقيق تاریخ برامكه: 1934
- كلمات بليغ: 1939
- منتخب كلیله ودمنه: 1941
- تحقيق بوستان سعدی: 1949

نظم بعض الشعر لكن ليس له ديوان.